# Garray
Garray là một đô thị ở tỉnh Soria, Castile và León, Tây Ban Nha. Vùng khảo cổ Numantia nằm trong vùng biên giới Garray.

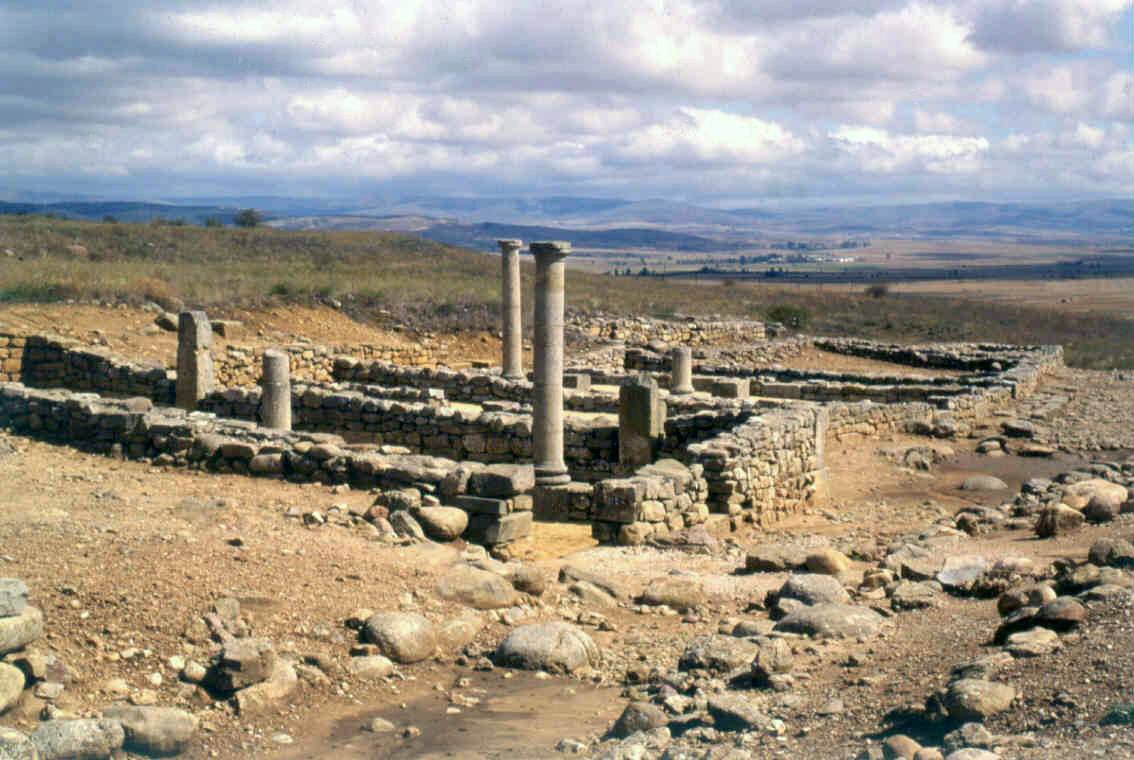
Vùng khảo cổ Numatia